# Projekt Katedrala
Katedrala je računalno posredovano interaktivno djelo ostvareno kroz šest izvedbi tijekom veljače 1988. u Galeriji proširenih medija u Zagrebu, te u produkciji i izravnom prijenosu Radija 101, Zagreb. Djelo je, oslanjajući se na tradiciju medijske umjetnosti 20. stoljeća, unijelo novine u formalnom i tehnološkom pogledu, i predstavlja jedan je od prvih interaktivnih računalno generiranih prostora u svijetu. Posebnost se očituje i u kombinaciji virtual reality i stvarnog prostora u interakciji s poticajima publike. 
Prostor je podijeljen u tri prostorije: Mussorgsky Hall, Kandinsky Hall, Beuys Hall
Deset godišnjica projekta obilježena je i na web stranici čiji URL glasi: http://www.cognitron.org/katedrala/
Autori koncepcije:
Boris Bakal, Darko Fritz, Stanko Juzbašić, Ivan Marusić - Klif, Goran Premec
Ostali autori:
Alenka Bobinsky, Joško Lešaja, Vladimir Petek